# Aaron Voros
Aaron Voros (né le 2 juillet 1981 à Vancouver, dans la province de la Colombie-Britannique au Canada) est un joueur professionnel canadien de hockey sur glace qui évoluait au poste d'ailier.

## Carrière de joueur
Alors qu'il évoluait dans la BCHL pour les Salsa de Victoria, il est repêché par les Devils du New Jersey au huitième tour, 229e rang, lors du repêchage d'entrée dans la LNH 2001. Il rejoint par la suite l'équipe des Nanooks de l'Université de l'Alaska à Fairbanks et joue trois saisons avec ceux-ci. Il entame sa carrière professionnelle en 2004 avec les River Rats d'Albany, équipe affiliée aux Devils dans la LAH. 
Sans avoir joué un match avec les Devils, il est échangé le 27 février 2007 au Wild du Minnesota contre un choix de septième tour en 2008. Il fait ses débuts dans la LNH avec le Wild le 11 novembre 2007 contre l'Avalanche du Colorado. Il a pris part à 55 parties dans la grande ligue durant cette saison et a récolté 14 points, dont 7 buts. 
Devenu agent libre, il signe un contrat de 3 ans avec les Rangers de New York le 1er juillet 2008. Après deux saisons avec les Rangers, il est échangé aux Ducks d'Anaheim avec Ryan Hillier contre Steve Eminger. Ne jouant que 12 parties avec les Ducks à cause d'une blessure à l'œil, il perd sa place avec l'équipe et il est transféré aux Maple Leafs de Toronto en février 2011. Il joue ensuite le restant de la saison avec l'équipe affiliée, les Marlies de Toronto, plutôt qu'avec l'équipe de la LNH.
En novembre 2011, il accepte un essai professionnel dans la LAH avec le Whale du Connecticut. Il est libéré après 23 parties avec l'équipe.

## Vie personnelle
Il est d'origine hongroise. Né à Vancouver, il a grandi dans la ville de Surrey. Ses grands-parents ont émigré de Hongrie en 1956 pour s'installer à Vancouver afin de fuir la révolution hongroise. Dans une interview en 2008, Voros déclare être fier de ses origines hongroises et qu'il aimerait bien représenter la Hongrie au niveau international si cela est possible.

## Statistiques
| Saison     | Équipe                        | Ligue      |     | Saison régulière | Saison régulière | Saison régulière | Saison régulière | Saison régulière |   | Séries éliminatoires | Séries éliminatoires | Séries éliminatoires | Séries éliminatoires | Séries éliminatoires |
| Saison     | Équipe                        | Ligue      | PJ  | B                | A                | Pts              | Pun              | PJ               | B | A                    | Pts                  | Pun                  |                      |                      |
| 1998-1999  | Bulldogs de Burnaby           | BCHL       | 6   | 0                | 2                | 2                | 2                | -                | - | -                    | -                    | -                    |                      |                      |
| 1999-2000  | Salsa de Victoria             | BCHL       | 58  | 14               | 21               | 35               | 285              | -                | - | -                    | -                    | -                    |                      |                      |
| 2000-2001  | Salsa de Victoria             | BCHL       | 57  | 34               | 34               | 68               | 196              | -                | - | -                    | -                    | -                    |                      |                      |
| 2001-2002  | Université d'Alaska-Fairbanks | NCAA       | 37  | 18               | 13               | 31               | 101              | -                | - | -                    | -                    | -                    |                      |                      |
| 2002-2003  | Université d'Alaska-Fairbanks | NCAA       | 16  | 2                | 5                | 7                | 42               | -                | - | -                    | -                    | -                    |                      |                      |
| 2003-2004  | Université d'Alaska-Fairbanks | NCAA       | 36  | 16               | 8                | 24               | 132              | -                | - | -                    | -                    | -                    |                      |                      |
| 2003-2004  | River Rats d'Albany           | LAH        | 9   | 2                | 1                | 3                | 14               | -                | - | -                    | -                    | -                    |                      |                      |
| 2004-2005  | River Rats d'Albany           | LAH        | 71  | 11               | 17               | 28               | 220              | -                | - | -                    | -                    | -                    |                      |                      |
| 2005-2006  | River Rats d'Albany           | LAH        | 73  | 16               | 14               | 30               | 180              | -                | - | -                    | -                    | -                    |                      |                      |
| 2006-2007  | Devils de Lowell              | LAH        | 39  | 9                | 8                | 17               | 111              | -                | - | -                    | -                    | -                    |                      |                      |
| 2006-2007  | Aeros de Houston              | LAH        | 19  | 2                | 3                | 5                | 58               | -                | - | -                    | -                    | -                    |                      |                      |
| 2007-2008  | Aeros de Houston              | LAH        | 12  | 4                | 4                | 8                | 46               | -                | - | -                    | -                    | -                    |                      |                      |
| 2007-2008  | Wild du Minnesota             | LNH        | 55  | 7                | 7                | 14               | 141              | 5                | 1 | 0                    | 1                    | 16                   |                      |                      |
| 2008-2009  | Rangers de New York           | LNH        | 54  | 8                | 8                | 16               | 122              | 4                | 0 | 0                    | 0                    | 14                   |                      |                      |
| 2009-2010  | Rangers de New York           | LNH        | 41  | 3                | 4                | 7                | 89               | -                | - | -                    | -                    | -                    |                      |                      |
| 2010-2011  | Ducks d'Anaheim               | LNH        | 12  | 0                | 0                | 0                | 43               | -                | - | -                    | -                    | -                    |                      |                      |
| 2010-2011  | Crunch de Syracuse            | LAH        | 2   | 0                | 0                | 0                | 5                | -                | - | -                    | -                    | -                    |                      |                      |
| 2010-2011  | Marlies de Toronto            | LAH        | 26  | 3                | 4                | 7                | 61               | -                | - | -                    | -                    | -                    |                      |                      |
| 2011-2012  | Whale du Connecticut          | LAH        | 23  | 4                | 3                | 7                | 23               | -                | - | -                    | -                    | -                    |                      |                      |
| Totaux LNH | Totaux LNH                    | Totaux LNH | 162 | 18               | 19               | 37               | 395              | 9                | 1 | 0                    | 1                    | 30                   |                      |                      |

## Trophées et honneurs personnels
- 2001-2002 : nommé dans l'équipe des recrues de la CCHA.